# Blankenberg (Meclemburgo-Pomerânia Ocidental)
Blankenberg é um município da Alemanha localizado no distrito de Ludwigslust-Parchim, estado de Meclemburgo-Pomerânia Ocidental.
Pertence ao Amt de Sternberger Seenlandschaft.